# Álex Batllori
Alejandro Batllorí Olmos (Sabadell, 21 ottobre 1991) è un attore spagnolo.

## Biografia
Nasce a Sabadell il 21 ottobre 1991, vive a Sant Andreu de Llavaneres.

La sua carriera cinematografica è iniziata nel 2003, con L'orquestra de les estrelles. Nel 2008 ha partecipato in No me pidas que te bese porque te besaré, in I et speil i en gåte e in El juego del ahorcado. Il suo ruolo più significativo è stato in Rec 2, nel 2009. Nel 2010 ha girato La mosquitera e ha fatto il suo ingresso tra il cast di Fisica o chimica, dove impersona Álvaro. Ha anche partecipato nei cortometraggi 75 metros e Destination: Ireland.

## Filmografia

### Cinema
- L'orquestra de les estrelles (2003)
- No me pidas que te bese porque te besaré (2008)
- I et speil i en gåte (2008)
- El juego del ahorcado (2008)
- Rec 2 (2009)
- La mosquitera (2010)
- Los inocentes (2013)
- Estel fugaç (2014)
- Sangre joven (2014)
- Perdona si te llamo amor (2014)

### Cortometraggi
- Destination: Ireland (2008)
- 75 metros (2009)
- Agua! (2012)

### Televisione
- Fisica o chimica (Física o Química) (2010-2011), come Álvaro.
- Familia (2013), come Jacobo.